# Novaparla
|  | Per a altres significats, vegeu «Novaparla (Orwell)». |

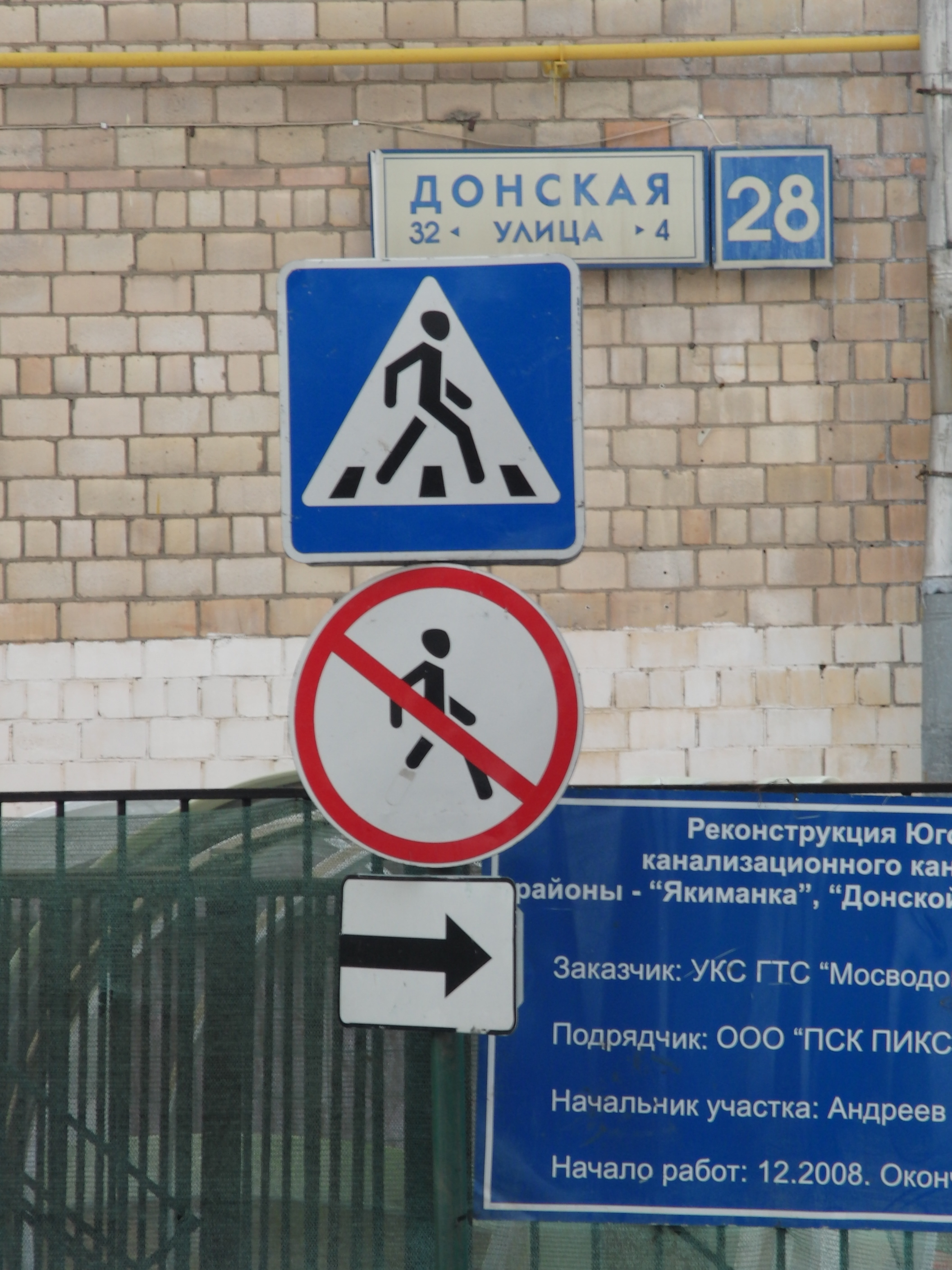
La novaparla es caracteritza per la poca claredat, de vegades voluntària, com a «Todo es falso, salvo algunas cosas».

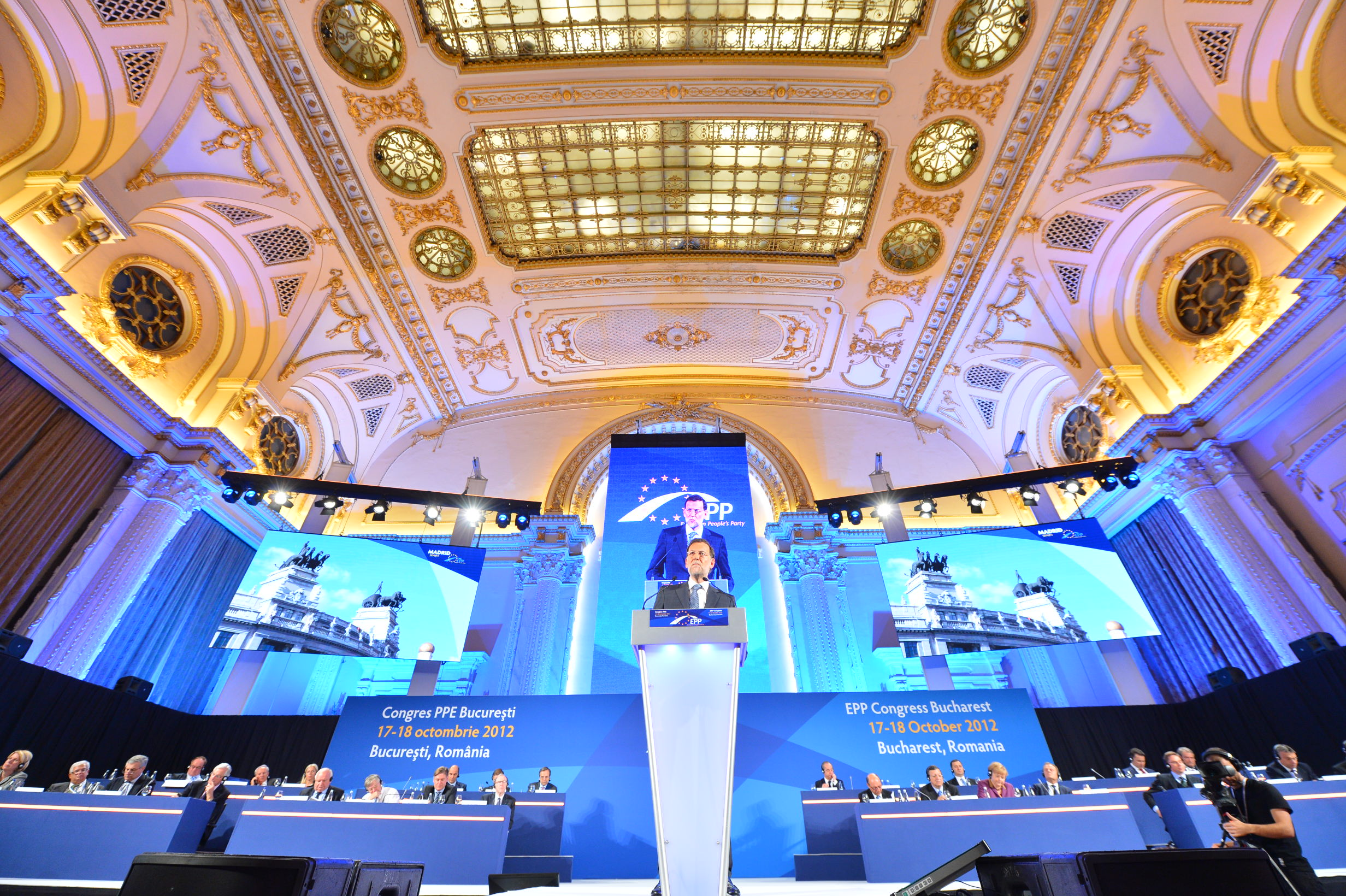
Un exemple de creativitat novaparliana és l'expressió «indemnització en diferit»

La novaparla és el llenguatge buit, imprecís i capciós utilitzat a la comunicació política occidental especialment generalitzat al segle xxi, en un context de postveritat i modernitat líquida, lligat a la demagògia i les mitges veritats, per a manipular la veritat, dissimular dades, no fer front a responsabilitats, amagar les opinions pròpies o desviar l'atenció d'assumptes importants. En paraules de Jean Blaise, autor d'un diccionari d'aquest argot: «Aquesta llengua no està feta per a comunicar sinó per a alimentar la il·lusió que passen coses eficaces».
La fan servir els poders polítics i sobretot pels mitjans de comunicació que els donen suport. Va començar a detectar-se a França a partir de Maig del 68 i dels anys setanta, primer convivint amb el nom de langue de chêne (llengua d'alzina surera), amb el mateix ús, i l'any 1981 l'expressió en francès langue de bois (literalment, llengua de fusta) va entrar a l'enciclopèdia Larousse, associada aleshores al llenguatge emprat per la propaganda comunista. En català, s'ha adoptat com a traducció de la llengua del mateix nom que apareix en la novel·la 1984 de George Orwell (en anglès, Newspeak).
La novaparla abusa de lítotes, metonímies i perífrasis, fent servir llargues frases sofisticades que no volen dir res per elles mateixes i utilitza algunes paraules i expressions de manera sistemàtica per substituir-ne d'altres. Usa la sofisticació per construir frases voluntàriament poc clares i la veu passiva que permet no mencionar al responsable. Les màximes són parlar molt sense dir res i evitar a tot preu una llarga llista de conceptes tabú.
Sovint, l'eufemisme usat per a cada concepte és sempre el mateix, com per exemple el verb «maquillar» en comptes de «manipular» dades. D'aquí que hagin començat a aparèixer, a publicacions no mediàtiques (fanzins, llibres de petites editorials antisistema, seccions o capítols d'assajos independents), petits lèxics o manuals de traducció de la novaparla al castellà o al català. En francès existeix un generador automàtic de discurs de novaparla.
En ambients acadèmics, un investigador ha equiparat el llenguatge utilitzat als mitjans de comunicació amb la novaparla.